# Hámid Karzaj
Hámid Karzaj (někdy nesprávně Hamíd Karzáí; paštunsky حامد کرزی‎ * 24. prosince 1957, Kandahár) je afghánský politik a bývalý afghánský prezident. Stal se první hlavou státu v éře po vládnutí hnutí Tálibán. Od prosince 2001 byl v čele prozatímní vlády, od roku 2002 dočasným prezidentem; v roce 2004 vyhrál prezidentské volby a od 7. prosince téhož roku do 29. září 2014 byl řádným prezidentem Afghánistánu.

## Život
Narodil se ve vlivné paštunské rodině, která patřila k příznivcům posledního krále Muhammada Záhir Šáha. Měl bratra, Ahmeda Walího Karzaje. Vystudoval politologii na Himáčalpradéšské univerzitě v indickém městě Šimla. V 90. letech byl na krátkou dobu placen jako konzultant těžební společnosti Unocal. Kromě rodné paštunštiny ovládá i perštinu, urdštinu, hindštinu, angličtinu a francouzštinu. Od roku 1999 je ženatý a má jednoho syna.

## Politika
V osmdesátých letech během sovětské války v Afghánistánu sháněl peníze pro mudžáhidy, po pádu poslední Sověty podporované vlády v roce 1992 se stal náměstkem ministra zahraničí ve vládě Burhánuddína Rabbáního a posléze ministrem pro plánování. Neschopnost vlády dohodnout se na nejzákladnějších věcech ho znechutila a stal se stoupencem hnutí Tálibán, slibujícího sjednotit zemi. Když Tálibán dobyl Kábul a svrhl Rabbáního vládu, Karzáí ho plně podporoval, hlavně při shnánění peněz a zahraničních kontaktů. Později však Tálibán začal kritizovat za jeho násilné praktiky. V roce 1997 mu vůdce Tálibánu Muhammad Umar nabídl post diplomatického zástupce při OSN, Karzaj tuto nabídku odmítl a odjel do pákistánské Kvéty.
Tam pokračoval v kritice Tálibánu, a když byl v roce 1999 zavražděn jeho otec, obvinil z vraždy Tálibán a definitivně se s ním rozešel. V roce 2001 byl blízkým spolupracovníkem generála Masúda, velitele Severní aliance. Po začátku Operace Trvalá svoboda se postavil do čela polních protitálibánských velitelů a začal spolupracovat s americkou armádou. 5. prosince 2001 na pozice jeho skupiny nedaleko Kandaháru omylem raketami zaútočila americká armáda, následkem útoku zemřeli 3 američtí vojáci, 5 jeho spolubojovníků a dalších 18 bylo zraněno, včetně samotného Karzaje. Krátce po útoku mu bylo oznámeno, že ho afghánští kmenoví vůdcové na konferenci v Bonnu zvolili předsedou prozatímní vlády.
Bylo na něj dosud spácháno pět atentátů, poslední se uskutečnil v dubnu 2008. Ze všech vyvázl nezraněn. Deník New York Times v dubna 2013 zveřejnil, že Karzáí a jeho prezidentský úřad byl posledních 12 let financován CIA „stínovými penězi“ v řádu desítek milionů, sloužící mimo jiné i k zajištění vlivu, podplácení afghánských „válečných lordů“ a korupci.
Na podnět nastupujícího afghánského prezidenta Ašrafa Ghaního bylo v roce 2014 pojmenováno kábulské letiště na Mezinárodní letiště Hámida Karzaje (KBL).
Po odchodu z prezidentského úřadu se Karzaj vyslovoval pro jednání a spolupráci afghánské vlády s hnutím Taliban.